# Ana Gros
Ana Gros, née le 21 janvier 1991 à Slovenj Gradec, est une handballeuse internationale slovène évoluant au poste d'arrière droite.

## Biographie
À 19 ans, elle s'engage pour le grand club slovène, RK Krim, où elle découvre la Ligue des champions, inscrivant 36 buts, et côtoie notamment Andrea Lekić.
Après une saison au Krim Ljubljana, Ana Gros, grand espoir du handball slovène, rejoint le club hongrois de Győr. En 2012, elle atteint la finale de la Ligue des champions avec Győr, perdue face au monténégrines du ŽRK Budućnost Podgorica.
En janvier 2014, Ana Gros quitte le Thüringer HC après 18 mois au club pour s'engager avec le Metz Handball pour une durée de 6 mois avec une année en option,. Après une victoire en coupe de la Ligue, Ana Gros signe rapidement son contrat pour une saison supplémentaire, avant de participer à la conquête du titre de championne de France.
Ana Gros signe de belles prestations en Ligue des champions, avec notamment 34 buts inscrits lors de la phase de groupe, et prolonge de deux saisons son contrat avec le Metz Handball à l'automne 2014. En avril 2015, elle prend une part prépondérante dans la victoire en coupe de France avec 10 buts inscrits en finale et le tir au but de la victoire face au HBC Nîmes (24-24, 4 tirs au but à 2),. Dans la continuité de sa saison réussie, elle est élue meilleure arrière droite du championnat de France.
Joueuse cadre du Metz Handball, dont elle est la meilleure marqueuse, ses bonnes performances individuelles lui valent la récompense de meilleure joueuse de LFH du mois de février 2016. Grâce notamment à son arrière slovène, le club termine la saison régulière à la première place du classement, avec une seule défaite. En finale, Metz bat Fleury Loiret et remporte son 20e titre de champion de France. Avec 115 buts marqués durant cette saison 2015-2016, Ana Gros s'affirme comme l'une des meilleures arrières du championnat et participe grandement à la conquête du titre de championne de France. À ce titre, elle est élue, pour la seconde fois consécutivement, meilleure arrière droite du championnat de France pour la saison 2015-2016.
Elle confirme ses bonnes performances durant la saison 2016-2017 où elle participe aux bons résultats du club de Metz qui remporte le championnat et la coupe de France, et réalise un excellent parcours européen, ne cédant qu'en quart de finale de la Ligue des champions face au futur vainqueur, Győri ETO KC. Pour cette saison, elle termine deuxième meilleure marqueuse du championnat avec 134 buts et est élue, en août 2017 et pour la troisième année consécutive, meilleure arrière droite du championnat, au titre de la saison 2016-2017.
En 2017-2018, elle remporte avec Metz Handball un quatrième titre de championne de France et elle est élue, pour la quatrième saison d'affilée, meilleure arrière droite de la saison.
En janvier 2018, elle annonce s'engager avec Brest pour la saison 2018-2019. Pièce maîtresse du club de Metz pendant quatre ans, elle rejoint le principal challenger du club messin ,. 
À l'issue d'une saison 2018-2019 difficile pour le club de Brest sur le plan collectif, elle est néanmoins élue à nouveau meilleure arrière droite du championnat de France.
La saison 2020-2021 est quasi parfaite : outre le doublé Championnat-Coupe de France et la distinction de meilleure joueuse (MVP) du Championnat de France sur la scène nationale, elle est une des grandes artisanes du parcours en Ligue des champions du club brestois qui atteint la finale pour la première fois pour un club féminin français puisqu'elle termine meilleure buteuse de la compétition avec 135 buts marqués.
Pourtant en janvier 2021, elle annonce rejoindre la saison suivante l'ambitieux club russe du CSKA Moscou. Mais après l'invasion de l'Ukraine par la Russie en février 2022 et les sanctions sportives qui touchent la Russie, elle termine la saison dans son pays au RK Krim. Elle rejoint alors à l'été 2022 le meilleur club européen de la décennie, le Győri ETO KC, avec lequel elle remporte la Ligue des champions en 2024. Mais dès octobre 2023, son retour au RK Krim en 2024 pour un contrat de deux ans est annoncé.
En juillet 2024, elle est nommée porte-drapeau de la Slovénie aux Jeux olympiques d'été de 2024 à Paris aux côtés du céiste Benjamin Savšek. Malgré une victoire face à la Corée du Sud, Gros et les Slovènes terminent à la onzième place de ces Jeux olympiques et un mois après la compétition, Ana Gros annonce arrêter la sélection nationale.
Elle reste finalement qu'une saison au RK Krim puisqu'elle décide de retourner en 2025 au Brest Bretagne Handball pour un contrat de deux ans.

## Palmarès

### En club
compétitions internationales
- Ligue des champions
  - vainqueur (1) en 2024 (avec Győri ETO KC)
  - finaliste en 2012 (avec Győri ETO KC) et 2021 (avec Brest Bretagne Handball)

compétitions nationales
- vainqueur du Championnat de Slovénie en 2010, 2022 et 2025 (avec RK Krim)
- vainqueur de la Coupe de Slovénie en 2010, 2022 et 2025 (avec RK Krim)
- vainqueur du Championnat de Hongrie en 2011, 2012 et 2023 (avec Győri ETO KC)
- vainqueur de la coupe de Hongrie en 2011 et 2012 (avec Győri ETO KC)
- vainqueur du Championnat d'Allemagne en 2013 et 2014 (avec Thüringer HC)
- vainqueur de la coupe d'Allemagne en 2013 (avec Thüringer HC)
- vainqueur du Championnat de France en 2014, 2016, 2017, 2018 (avec Metz Handball) et 2021 (avec Brest Bretagne Handball)
- vainqueur de la coupe de France en 2015, 2017 (avec Metz Handball) et 2021 (avec Brest Bretagne Handball)
- vainqueur de la coupe de la Ligue en 2014 (avec Metz Handball)
- vainqueur du Championnat de Hongrie en 2023(avec RK Krim)

### Distinctions individuelles
- Porte-drapeau de la Slovénie aux Jeux olympiques d'été de 2024
- élue meilleure joueuse (MVP) du championnat de France en 2021
- élue meilleure arrière droite de la Ligue des champions en 2018[31]
- élue meilleure arrière droite du championnat de France (4) en 2015[12], 2016[18], 2017[20], 2018[21] et 2019[25]
- meilleure marqueuse de la ligue des champions en 2021 (135 buts)
- meilleure marqueuse du championnat de France en 2016 (115 buts)[16], 2018 (196 buts) et 2019 (187 buts)
- élue joueuse du mois du championnat de France (5) en février 2016[32], février 2017[33], mars 2017[34], février 2018[35] et septembre 2019[36].

## Galerie

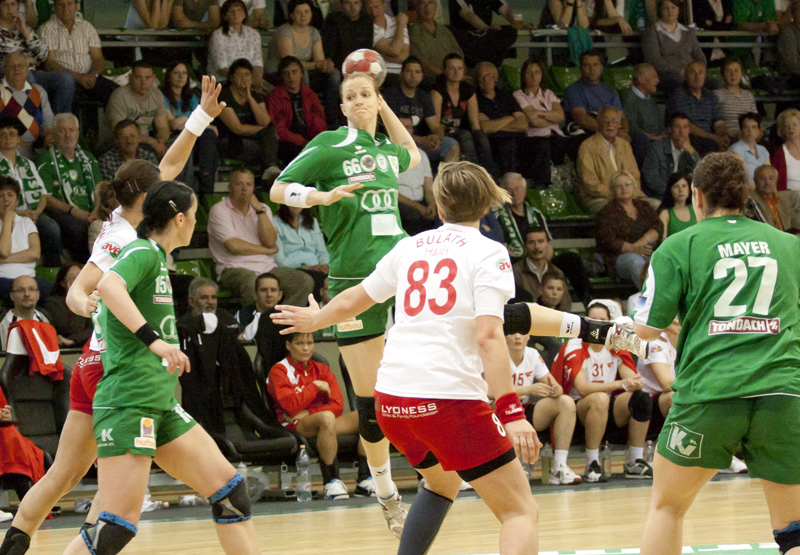
En 2011 avec Győr
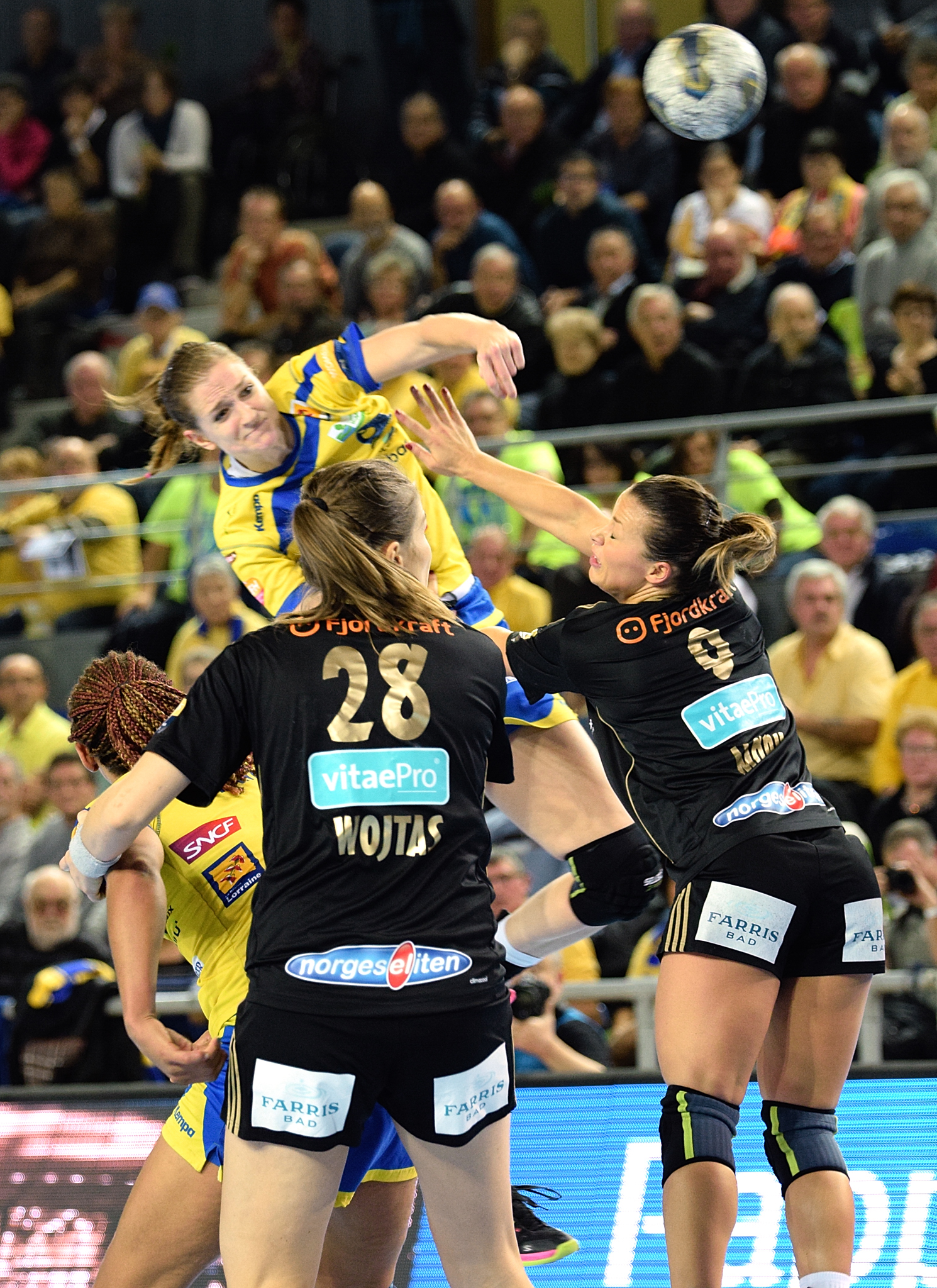
En 2014 avec Metz
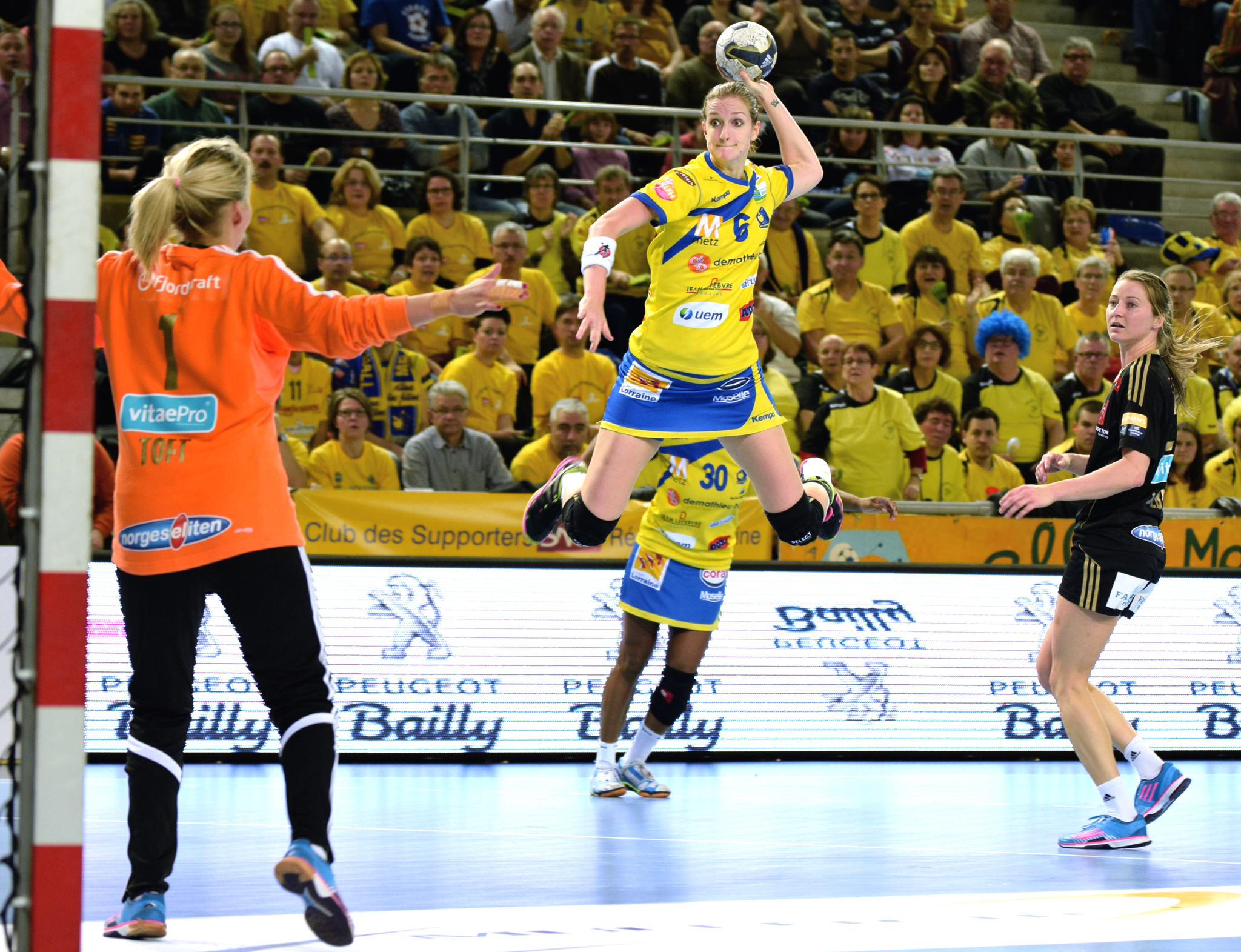
En 2014 avec Metz
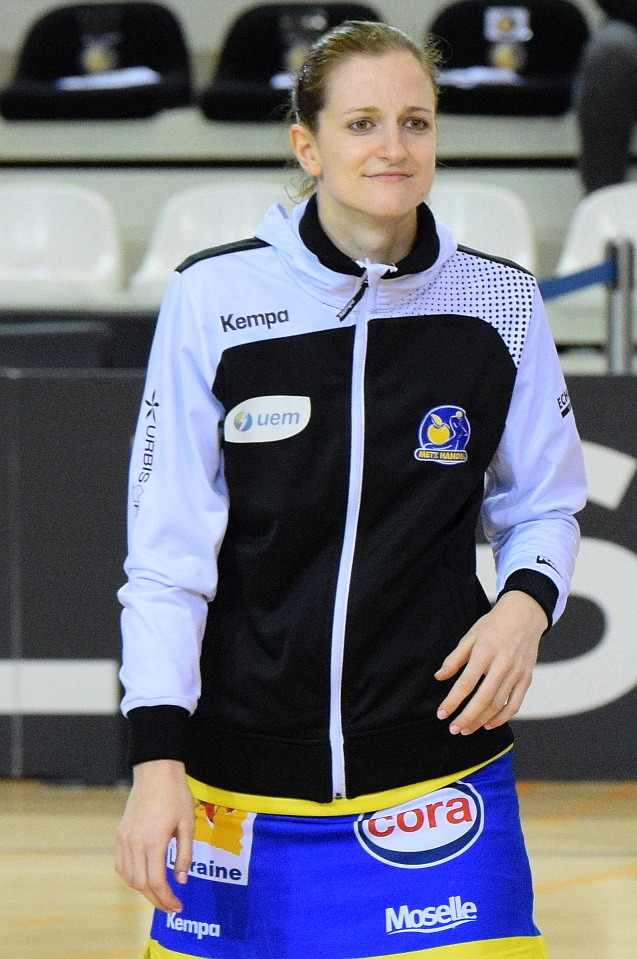
En 2016 avec Metz
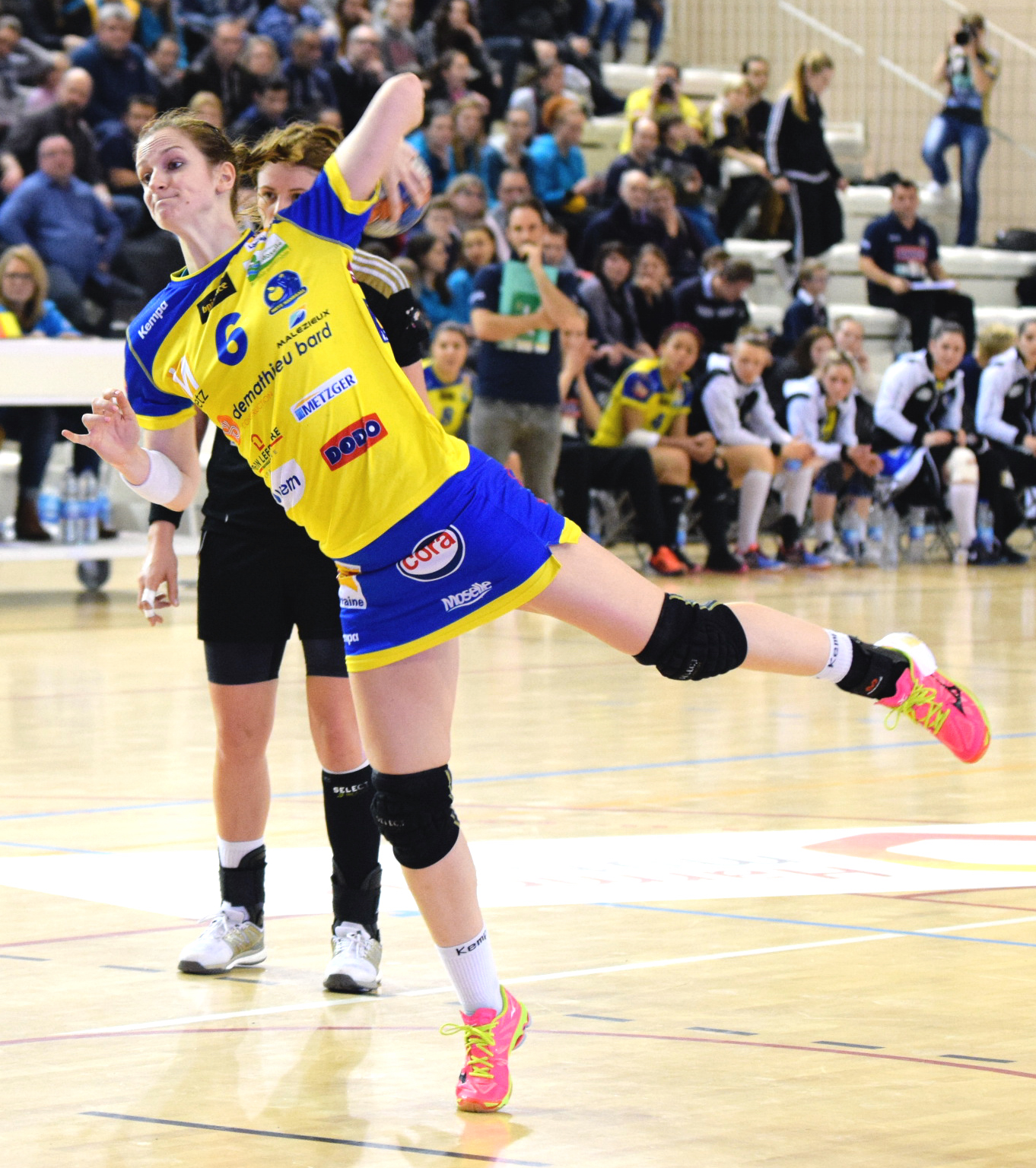
En 2016 avec Metz
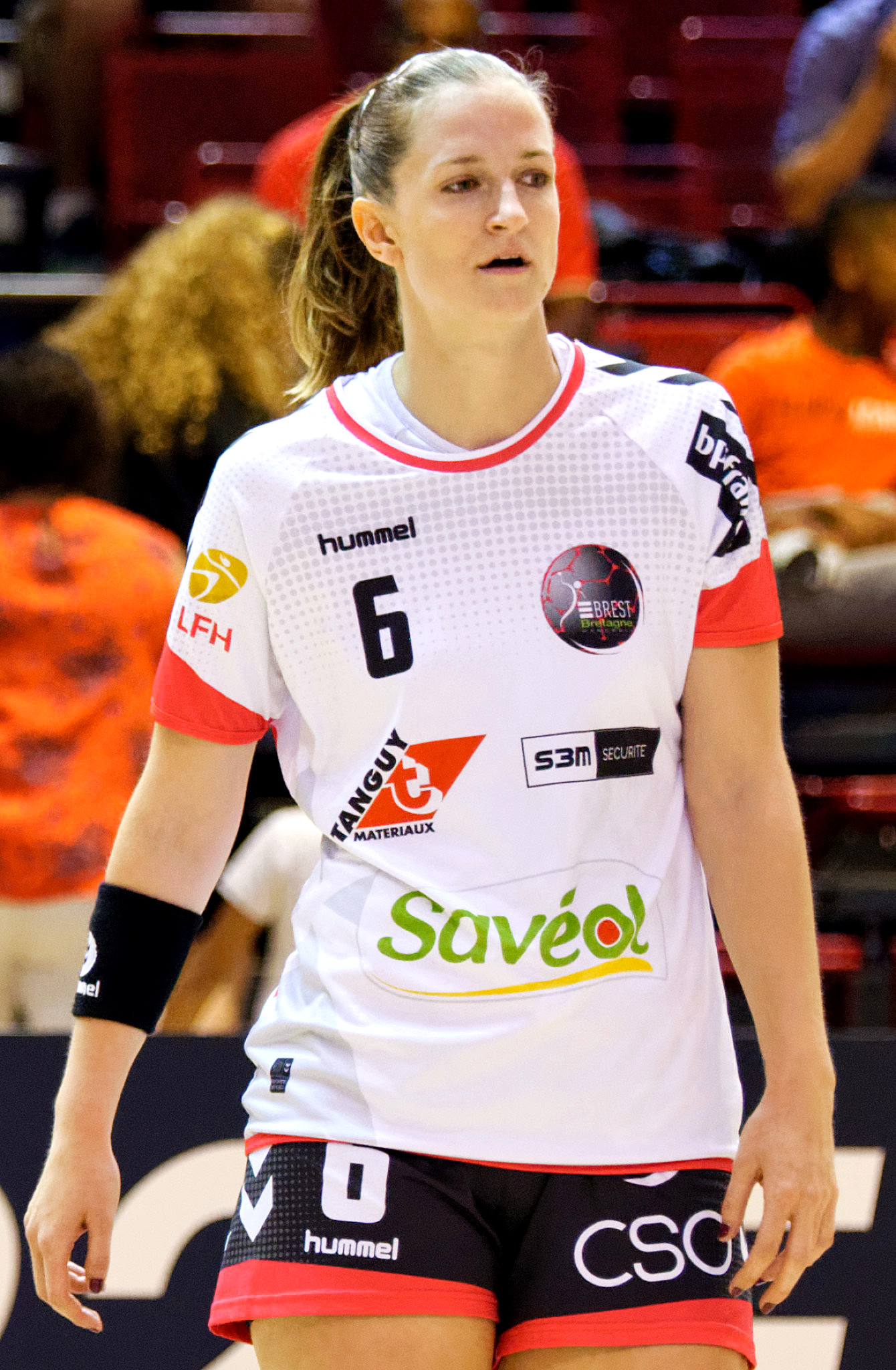
En 2018 avec Brest
Ana Gros avec Brest, célébration d'un but